# Dismorphia boliviana
Dismorphia boliviana är en fjärilsart som beskrevs av Forster 1955. Dismorphia boliviana ingår i släktet Dismorphia och familjen vitfjärilar. Inga underarter finns listade i Catalogue of Life.